# Poecilia formosa
La Molly de l'Amazones (Poecilia formosa) és un peix de la família dels pecílids i de l'ordre dels ciprinodontiformes.

## Morfologia
Els mascles poden assolir els 9,6 cm de longitud total.

## Distribució geogràfica
Es troba a Nord-amèrica: des del sud de Texas fins a Veracruz (Mèxic).

## Reproducció
Malgrat la idea científica preconcebuda que no existien vertebrats amb reproducció asexualment exclusiva, l'any 1932 es va descriure la Molly de l'Amazones com a primera espècie capaç de ser-ho. Des d'ençà se n'han descrit una cinquantena d'espècies més, que inclouen peixos, amfibis i rèptils.
De la mateixa manera que la majoria dels vertebrats asexuals, P. formosa sorgeix d'una hibridació de dues espècies sexuals molt properes genèticament: P. mexicana i P. latipinna
Per contra del que s'espera en espècies asexuals, la molly de l'Amazones presenta poques mutacions nocives, baixos nivells de descomposició genètica i una variabilitat única i en constant evolució, sobretot els gens relacionats amb el sistema immunològic. Aquestes característiques podrien explicar l'èxit evolutiu de l'espècie.
El seu mètode de reproducció és la ginogènesis, de tal manera que l'esperma de mascles d'espècies properes és "robat" per tal d'iniciar el desenvolupament de l'òvul però l'ADN de l'esperma és exclòs ràpidament. Així doncs, la descendència són clons de les mares.